# Manom
Manom är en kommun i departementet Moselle i regionen Grand Est (tidigare regionen Lorraine) i nordöstra Frankrike. Kommunen ligger i kantonen Yutz som tillhör arrondissementet Thionville-Est. År 2022 hade Manom 3 074 invånare.

## Befolkningsutveckling
Antalet invånare i kommunen Manom
| Referens: INSEE |